# Marianella Laszlo
Marianella Laszlo (Firenze, 1942 – Pettenasco, 15 novembre 2021) è stata un'attrice italiana.

## Biografia
Marianella Laszlo, talvolta erroneamente segnalata come Marinella, è nata a Firenze, dove ha compiuto gli studi liceali e universitari.
(Marianella Laszlo)
Nel corso delle repliche di Adelchi viene notata dall'attrice Cesarina Cecconi che la introduce nel teatro dialettale.
Nel 1968 ha il suo primo ruolo televisivo ne L'acqua cheta, di Augusto Novelli. Nei due anni successivi le viene assegnato il compito di presentatrice in alcune rubriche televisive: Quattrostagioni (1969), In auto (1969), Mare aperto (1970), A come agricoltura (1970).

Sempre nel 1968 viene scritturata come parte del coro ne Le nuvole, di Aristofane. In questa tournée conosce Gianrico Tedeschi, che poi sposerà e con il quale avrà una figlia, Sveva (anche lei attrice).
In televisione partecipa anche a spettacoli musicali o comici: Qua la mano, Mino (1972), No, No, Nanette (1975), Il gran simpatico di Marcello Marchesi (1975), Quello della porta accanto (1975), Ma che scherziamo… di Marcello Marchesi (1976).
In cinquanta anni di attività è stata diretta da alcuni dei più importanti registi: Roberto Guicciardini, Luigi Squarzina, Andrée Ruth Shammah, Luca De Fusco, Maurizio Scaparro, Mario Missiroli. Nella maggior parte delle volte ha recitato accanto a Gianrico Tedeschi, prima compagno e poi marito. In alcuni casi anche con la figlia Sveva: Tutto per bene di Luigi Pirandello (2003), Smemorando. La ballata del tempo ritrovato (2005), Metti in salvo il tesoretto da Plauto (2009).
Ne Le ultime lune, scritto e diretto da Furio Bordon, interpreta la moglie, non più in vita, del protagonista (Gianrico Tedeschi). Dopo il debutto di Trieste (30 settembre 2000) Le ultime lune è stato portato in tournée in tutta Italia e per più stagioni, sino al 2010.
In Farà giorno (testo di Rosa A. Menduni e Roberto De Giorgi, regia di Piero Maccarinelli) interpreta Aurora, figlia del vecchio partigiano Renato (Gianrico Tedeschi). Il debutto è avvenuto al Teatro Coccia di Novara il 9 novembre 2013, poi in tournée anche nella stagione 2014-15.
Nel 2014 aderisce al manifesto "Un teatro per la drammaturgia italiana contemporanea".
Ha vissuto per molti anni insieme al marito a Pettenasco, sul lago d'Orta, dove muore il 15 novembre 2021.

## Filmografia
- Quella chiara notte d'ottobre, regia di Massimo Franciosa (1970)
- Viva la libertà, regia di Roberto Andò (2013)

## Televisione
- L'acqua cheta, di Augusto Novelli, regia di Alessandro Brissoni, trasmessa il 2 gennaio 1968.
- Su di giri, regia di Lino Procacci, 12 settembre 1971.
- Coralba regia di Daniele D'Anza, 5 puntate, dall'11 al 25 gennaio 1970.
- Il bambolotto, di Félicien Marceau, regia di Eros Macchi, 4 giugno 1971.
- La scelta, episodio di All'ultimo minuto, regia di Ruggero Deodato, 20 novembre 1971.
- Qua la mano, Mino, di Paolini e Silvestri, regia di Stefano De Stefani, 4 puntate, dal 16 gennaio al 6 febbraio 1972.
- Il profugo, di Edith Bruck, regia di Eros Macchi, 6 gennaio 1973.
- Un nemico del popolo, di Henrik Ibsen, regia di Sandro Sequi, 2 febbraio 1973.
- Il dipinto, regia di Domenico Campana, 19 e 21 novembre 1974.
- No, No, Nanette, regia di Vito Molinari, 28 dicembre 1974 e 4 gennaio 1975.
- Il gran simpatico, di Marcello Marchesi, regia di Beppe Recchia, 4 puntate, dal 16 marzo al 6 aprile 1975.
- Quello della porta accanto, di Castellano e Pipolo, regia di Stefano De Stefani, 5 puntate, dal 19 ottobre al 23 novembre 1975.
- Ma che scherziamo?, di Marcello Marchesi e Gustavo Palazio, regia di Beppe Recchia, 6 puntate, dal 22 giugno al 27 luglio 1976.
- Dimenticare Lisa, di Francis Durbridge, regia di Salvatore Nocita, 3 puntate, dal 9 al 23 ottobre 1976.
- Accadde ad Ankara, di Fabio Pittorru, regia di Mario Landi, originale televisivo in tre parti, dal 6 al 13 marzo 1979.
- La guéra, di Pompeo Bettini ed Ettore Albini, regia di Mario Morini, 29 febbraio 1980.
- Il cardinale Lambertini, di Alfredo Testoni, regia di Luigi Squarzina, 21 e 22 ottobre 1983.
- Operazione Stradivari, regia di Rolando Colla, 2004.

## Radio
- La donna vestita di bianco, di Wilkie Collins, regia di Umberto Benedetto, terza puntata, trasmessa il 24 settembre 1969.

## Teatro
- Le nuvole, di Aristofane, regia di Roberto Guicciardini, Teatro Grande di Pompei, 10 luglio 1968.
- Nekrassov, di Jean-Paul Sartre, regia di Ernesto Guida, Trieste, Teatro Rossetti, novembre 1969
- Antonio von Elba, di Renato Mainardi, regia di Luciano Mondolfo, Lecco, Teatro della Società, 25 gennaio 1975.
- La mandragola, di Niccolò Machiavelli, regia di Antonio Taglioni, Roma, Teatro Capranica, 19 febbraio 1980.
- La famiglia dell'antiquario, di Carlo Goldoni, regia di Lucio Chiavarelli, Teatro Olimpico di Vicenza, 17 giugno 1981.
- Il cardinale Lambertini, di Alfredo Testoni, regia di Luigi Squarzina, Roma, Teatro Argentina, 7 novembre 1981.
- Anfitrione, di Plauto, regia di Gianni Fenzi, Sarsina, Plautus Festival, 31 luglio 1982.
- Timone d'Atene, di William Shakespeare, regia di Luigi Squarzina, Roma, Teatro Argentina, 21 aprile 1983.
- La governante, di Vitaliano Brancati, regia di Luigi Squarzina, Fabriano, Teatro Gentile, 6 ottobre 1984.
- La rigenerazione, di Italo Svevo, regia di Luigi Squarzina, Roma, Teatro Eliseo, 9 aprile 1986. (in sostituzione di Fiorenza Marchegiani ammalata)
- La famiglia dell'antiquario, di Carlo Goldoni, regia di Gianrico Tedeschi, Trieste, Teatro Cristallo, 27 novembre 1986.
- La cameriera brillante, di Carlo Goldoni, regia di Lorenzo Salveti, Fabriano, 28 novembre 1987
- Tutto per bene, di Luigi Pirandello, regia di Luigi Squarzina, Milano, Teatro Carcano, 15 novembre 1988.
- Le smanie per la Rivoluzione, di Siro Ferrone, regia di Luca De Fusco, Ercolano, Villa Campolieto, 14 luglio 1989.
- La rigenerazione, di Italo Svevo, regia di Marco Bernardi, Pavia, 27 febbraio 1990
- Miles gloriosus, di Plauto, regia di Maurizio Scaparro, Roma, Teatro Argentina, 14 novembre 1990.
- I Dialoghi, di Ruzante, regia di Marco Bernardi, Teatro Romano di Verona, 22 agosto 1991.
- Plaza suite, di Neil Simon, regia di Giampiero Solari, Milano, Teatro San Babila, 1 ottobre 1991.
- Sei personaggi in cerca d'autore, di Luigi Pirandello, regia di Mario Missiroli, Roma, Teatro Argentina, 10 novembre 1993.
- I promessi sposi alla prova, di Giovanni Testori, regia di Andrée Ruth Shammah, Milano, Teatro Franco Parenti, 27 ottobre 1994.
- Enrico IV, di Luigi Pirandello, regia di Gianrico Tedeschi, Milano, Teatro Carcano, 21 febbraio 1995.
- Il piacere dell'onestà, di Luigi Pirandello, regia di Luca De Fusco, Milano, Teatro Nazionale, 5 dicembre 1995.
- Il signore va a caccia, di Georges Feydeau, regia di Piero Maccarinelli, Milano, Teatro San Babila, 4 marzo 1997.
- Il riformatore del mondo, di Thomas Bernhard, regia di Piero Maccarinelli, Milano, Teatro Franco Parenti, 22 ottobre 1997.
- Sior Todero brontolon, di Carlo Goldoni, diretto da Andrée Ruth Shammah, Milano, Teatro Franco Parenti, 4 novembre 1999.
- Minetti. Ritratto di un artista da vecchio, di Thomas Bernhard, regia di Monica Conti, Cormons, Teatro Comunale, 24 maggio 2000.
- Le ultime lune, scritto e diretto da Furio Bordon, Sala Tripcovich di Trieste, 14 ottobre 2000.
- Tutto per bene, di Luigi Pirandello, regia di Jurij Ferrini, Milano, Teatro Franco Parenti, 28 ottobre 2003.
- Smemorando. La ballata del tempo ritrovato,  di Gianrico Tedeschi,  regia di Gianni Fenzi, Palermo, Kals'Art, 30 agosto 2005.
- Natale in cucina, di Alan Ayckbourn, regia di Giovanni Lombardo Radice, Roma, Teatro della Cometa, 9 gennaio 2007.
- L'innesto, di Luigi Pirandello, regia di Monica Conti, Roma, Teatro India, 3 ottobre 2007.
- Metti in salvo il tesoretto, da Aulularia di Plauto, regia di Walter Mramor, Cormons, Teatro Comunale, 5 novembre 2009.
- Nathan il saggio, di Gotthold Ephraim Lessing, regia di Lamberto Puggelli, Milano, Basilica di San Lorenzo Maggiore, 21 febbraio 2011.
- Incontri sublimi. La poesia di Madre Teresa di Calcutta e la musica blues-jazz, Bobbio, Auditorium Santa Chiara, 9 dicembre 2011.
- Farà giorno, di Rosa A. Menduni e Roberto De Giorgi, regia di Piero Maccarinelli, Novara, Teatro Coccia, 9 novembre 2013.